# Tremacyllus impressus
Tremacyllus impressus è un mammifero notoungulato estinto, appartenente ai tipoteri. Visse tra il Miocene superiore e il Pleistocene inferiore (circa 7 - 1,5 milioni di anni fa) e i suoi resti fossili sono stati ritrovati in Sudamerica.

## Descrizione
Questo animale doveva essere della taglia di una lepre, e anche la sua morfologia doveva essere molto simile. Il cranio era dotato di grandi orbite e di forti incisivi anteriori, proprio come quelli dei lagomorfi attuali. Era probabilmente dotato di zampe snelle e allungate, anche se non al livello di altri animali simili come Pachyrukhos o i lagomorfi attuali. Rispetto all'affine Paedotherium, Tremacyllus era leggermente più piccolo e possedeva alcune caratteristiche distintive nella dentatura: il diastema era più lungo, il terzo molare superiore era più corto o uguale al secondo molare e i premolari inferiori erano più sovrapposti e non simili a molari. Inoltre, la sinfisi della mandibola era più corta di quella di Paedotherium. 

## Classificazione
Il genere Tremacyllus venne istituito nel 1891 da Florentino Ameghino per accogliere la specie Pachyrukhos impressus, descritta dallo stesso Ameghino qualche anno prima. Dopo la specie tipo Tremacyllus impressus, tipica del Pliocene e dell'inizio del Pleistocene, in seguito vennero descritte altre specie, tra le quali la più nota è Tremacyllus incipiens, del Miocene superiore. Uno studio del 2017, tuttavia, ha determinato che le presunte differenze tra le due specie T. impressus e T. incipiens sono da attribuire a variazioni intraspecifiche, e quindi l'unica specie valida è T. impressus (Sostillo et al., 2017). Un altro studio basato sulla morfologia dentaria indicherebbe invece una distinzione tra T. impressus e T. incipiens (Armella et al., 2022).
Tremacyllus è un rappresentante specializzato degli egetoteriidi, un gruppo di notoungulati di piccole dimensioni e dalla morfologia simile a quella dei lagomorfi. In particolare, Tremacyllus è molto vicino ai generi Pachyrukhos e Paedotherium, e rappresenta uno degli ultimi egetoteriidi noti, nonché uno degli ultimi notoungulati. 

## Paleoecologia

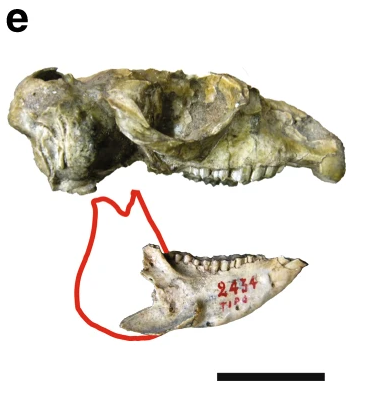
Cranio e mandibola di Tremacyllus

Una caratteristica eccezionale in Tremacyllus e in generi affini come Paedotherium (i pachiruchini) è la presenza di una vera e propria condizione sciuromorfa nell'apparato masticatore, definita da una porzione anteriore del muscolo massetere proveniente da un'ampia piastra zigomatica che raggiunge il rostro: questa caratteristica è rintracciabile fin dagli egetoteriidi dell'Oligocene. Di conseguenza, questi animali sono il primo caso di mammiferi non roditori a sviluppare una condizione sciuromorfa. Questa morfologia avrebbe permesso loro di esplorare nicchie ecologiche non disponibili per i roditori coesistenti (esclusivamente istricomorfi). Questa acquisizione innovativa sembra essere contemporanea nei roditori sciuromorfi e nei pachiruchini, e sembrerebbe essere legata al consumo di cibi duri. Si suppone quindi che l'espansione di alberi di noci e coni durante i principali cambiamenti ambientali nella transizione Eocene-Oligocene sia stato il potenziale innesco di questa convergenza (Ercoli et al., 2019).